# Rubus galloecicus
Rubus galloecicus é uma espécie de planta com flor pertencente à família Rosaceae. 
A autoridade científica da espécie é Pau, tendo sido publicada em Bol. Soc. Aragonesa Ci. Nat. 4: 293. 1905.

## Portugal
Trata-se de uma espécie presente no território português, nomeadamente em Portugal Continental.
Em termos de naturalidade é endémica da Península Ibérica.

## Protecção
Não se encontra protegida por legislação portuguesa ou da Comunidade Europeia.